# Curtis Amy
Edward Curtis Amy fue un saxofonista, clarinetista y flautista norteamericano, nacido en Houston, Texas, el 11 de octubre de 1929, y fallecido el 5 de junio de 2002.

## Historial
En 1955 se instala en Los Ángeles, tocando rhythm and blues en la banda de Amos Milburn, y trabajando con músicos como Dizzy Gillespie, Bobby Hutcherson o Jimmy Owens. En 1962 forma un sexteto con el trompetista Dupree Bolton y forma parte de la big band de Gerald Wilson. En los años 1970, colabora en numerosas grabaciones de músicos pop, como Carole King.
Muy influido en su sonido por Gene Ammons y Sonny Stitt, con referencias en el blues, Amy es un músico prototípico del jazz de la Costa Oeste que ha sabido adaptar tanto las referencias de Coltrane como las exigencias de los sonidos de estudio contemporáneos.